# Phytocoris nigrolineatus
Phytocoris nigrolineatus är en insektsart som beskrevs av Knight 1968. Phytocoris nigrolineatus ingår i släktet Phytocoris och familjen ängsskinnbaggar. Inga underarter finns listade i Catalogue of Life.